# 林建華
林 建華（りん けんか、1955年10月 - ）は、中華人民共和国の教育者・官僚・政治家。山東省昌濰専区高密県出身。第11回、第13回全国人民代表大会代表。現職は第13期全国人民代表大会外事委員会副主任委員、第13期全国人民代表大会常務委員会委員。

## 経歴
1955年10月、山東省昌濰専区高密県で生まれる。1973年から1978年まで内モンゴル自治区ジャライド旗巴達胡農場中学の教師です。1976年7月に中国共産党入党。1978年、北京大学化学系に入学した。1986年を卒業。同年、自身の母校である北京大学にて助手に着任し、以後、助教授、教授と昇任した。1997年7月、北京大学化学与分子工学院副院長に就任。翌年6月、北京大学化学与分子工学院院長兼中国共産党北京大学委員会委員に就任。2001年4月、北京大学学長助理（輔佐官）、北京大学教務長を兼務。翌年9月、北京大学副学長を兼務。2004年12月、北京大学常務副学長に昇格。
2010年12月に、重慶大学へ移り重慶大学学長兼党委員会委員に着任。
2013年6月に浙江大学へ転じて浙江大学学長に就任。
2015年2月、王恩哥の後任として、北京大学学長に任命された。2017年4月には同校党委員会副書記を兼務する。2018年3月、第13期全国人民代表大会外事委員会副主任委員、第13期全国人民代表大会常務委員会委員を兼務。